# Dolichurus abbreviatus
Dolichurus abbreviatus är en  stekelart som beskrevs av Embrik Strand 1913. Dolichurus abbreviatus ingår i släktet Dolichurus och familjen Ampulicidae. Inga underarter finns listade i Catalogue of Life.